# Federico Morelli
Federico Morelli (* 1963 in Verona) ist ein italienischer Papyrologe und Klassischer Philologe. Er lehrte von 2000 bis 2023 am Institut für Alte Geschichte der Universität Wien. Morelli ist Mitglied des Comité international de papyrologie der Association Internationale de Papyrologues.

## Leben
Federico Morelli wurde 1963 in Verona geboren und wuchs in Florenz auf. Er studierte Altertumswissenschaften (Klassische Philologie) und Papyrologie an der Universität Florenz und nahm mehrfach an Grabungskampagnen in Antinoupolis (Ägypten) und Forschungsaufenthalten in Kairo teil. Er erhielt Stipendien in verschiedenen Ländern, darunter 1997–1998 das Humboldt-Stipendium am Institut für Papyrologie der Universität Heidelberg. In Florenz wurde er mit seiner Dissertation Olio e retribuzioni nell’Egitto tardo (V – VIII d. C.) (zu deutsch: Öl und Löhne im späten Ägypten (5.–8. Jhdt. n. Chr.)) 1996 promoviert.
2006 erhielt Morelli mit seiner Habilitationsschrift Corpus Papyrorum Raineri XXII, Documenti greci per la fiscalità e l’amministrazione dell’Egitto arabo die venia legendi in Papyrologie der Universität Wien. 2014 erlangte er die italienische Abilitazione Scientifica Nazionale als „professore ordinario“ für Klassische und Spätantike Philologie.
Seit 1998 arbeitet er in der Wiener Papyrussammlung, etwa von 1998 bis 2004 als wissenschaftlicher Mitarbeiter Postdoc an der Österreichischen Akademie der Wissenschaften im Rahmen des START-Projektes Edition griechischer Papyri aus der Papyrussammlung der Österreichischen Nationalbibliothek, von 2005 bis 2014 als wissenschaftlicher Mitarbeiter PostDoc und Senior PostDoc am Institut für Alte Geschichte der Universität Wien im Rahmen von FWF-Projekten für die Edition des Senuthios-Archives und von April 2014 bis April 2015 als Senior PostDoc an der Papyrussammlung der Österreichischen Nationalbibliothek im Rahmen des von der Andrew Mellon Foundation finanzierten Projektes Papyri of the Early Arab Period Online. Von Mai 2015 bis 2019 war er als Senior PostDoc im Rahmen des FWF-Projektes Prices and wages in late antique and early Arab Egypt am Institut für Alte Geschichte der Universität Wien tätig.
Federico Morelli ist seit 2016 Mitglied des Comité international de papyrologie der Association Internationale de Papyrologues.

## Forschungsschwerpunkte
- Griechische Urkunden aus der Spätantike und aus der früharabischen Zeit (Verwaltung, Steuerwesen, materielle Kultur, Landwirtschafts- und Sozialgeschichte)
- Wirtschaftsgeschichte
- Paläographie
- literarische Papyrologie

## Projekte
- 2005–2008: FWF P17897, Von der Spätantike zum Islam. Edition des Senuthios-Archives.
- 2008–2011: FWF P20698, Das Senuthios-Archiv: Zwischen antiker und arabischer Welt.
- 2011–2014: FWF P23408, The Senouthios Archive, Egypt and the Arabs: New Texts.
- 2015–2018: FWF P27821, Prices and wages in late antique and early Arab Egypt.
- seit 2018: Prices and wages in late antique and early Arab Egypt. Edition des Senuthios-Archivs. Papyri from Early Islamic Egypt in Greek, Coptic and Arabic, Liverpool University Press, zusammen mit Petra Sijpesteijn.

## Schriften (Auswahl)

### Monographien
- Olio e retribuzioni nell’Egitto tardo (V – VIII d. C.), Firenze 1996. ISBN 978-88-87829-11-2
- Corpus Papyrorum Raineri XXII, Griechische Texte XV, Documenti greci per la fiscalità e la amministrazione dell’Egitto arabo, Wien 2001, Textband und Tafelband (online) ISBN 3-85119-286-9
- Corpus Papyrorum Raineri XXX. L’archivio di Senouthios anystes e testi connessi (I). Lettere e documenti per la costruzione di una capitale.  de Gruyter, Berlin, New York 2010, ISBN 978-3-11-022887-8
- I prezzi dei materiali e prodotti artigianali nei documenti tardoantichi e del primo periodo arabo (IV ex.-VIII d.C.) de Gruyter, Berlin, Boston 2019, ISBN 978-3-11-065221-5